# Ainhoa Garmendia
Ainhoa Garmendia (Sant Sebastià, 26 d'octubre de 1974) és una soprano basca.
Cursa estudis d'acordió i piano abans d'entrar a l'escola de l'Orfeó Donostiarra i dedicar-se al cant. Es perfecciona a l'Escola Superior de Cant de Madrid amb el professor Manuel Cid. El 1997 i 1998 estudia amb Elena Lazarska a la Universität für Musik und Darstellende Kunst Wien de Viena. Actualment rep consells de tècnica vocal del professor Josef Frakstein.
El 1995 debuta com a Norina a Don Pasquale. Premiada en nombrosos concursos nacionals i internacionals, Ainhoa Garmendia, passa a formar part el 1999 de l'escola d'òpera CNIPAL de Marsella, on prepara el seu repertori durant dos anys.
Des de 2001, està contractada com a solista a l'Òpera de Leipzig on interpreta els papers de Susanna (Les noces de Fígaro), Marzelline (Fidelio), Ännchen (El franctirador), Llissa (La sonnambula), Musetta (La Bohème). La temporada 2003-2004 debuta en l'Òpera de Marsella amb el paper de Zaide a Il turco in Italia. El 2004-2005 participa en tres produccions noves: La flauta màgica, Fidelio en la qual interpreta Marzelline i Temistocle (Johann Christian Bach) en la qual interpreta Aspasia, sota la direcció de Christophe Rousset. A més debuta en l'Òpera de Lausanne com Micaëla (Carmen) i Aspasia (Temistocle) al Teatre del Capitoli de Tolosa.
La temporada 2005-2006, debuta amb el paper de Despina (Così fan tutte) al Festival de Glyndebourne i al Royal Albert Hall, sota la direcció d'Ivan Fischer. També interpreta el paper de Marzelline (Fidelio) a l'Òpera de Marsella i el de Lisa (La Sonnambula) a la Deutsche Oper de Berlín.
També debuta al paper de Valencienne (Die lustige Witwe) a l'Òpera de Leipzig on participa en concerts amb l'obra Die Schöpfung de Joseph Haydn.

## Liceu
El 2006-2007 debuta com Servilia (La clemenza di Tito) al Gran Teatre del Liceu de Barcelona. L'any 2009 canta a L'arbore di Diana de Vicent Martín i Soler.

## Miscel·lània
Vitalista i poliglota (parla èuscar, castellà, francès, alemany, anglès i italià), practica esports per estar en forma i els seus capritxos els comparteix amb els amics lluny del teló. Casa seva la situa, sobre el paper, a Alemanya, però descansa a Bordeus i al Goiherri guipuscoà, i es prepara a Londres i a Gant.